# 红茎蝇子草
红茎蝇子草（学名：Silene rubicunda）是石竹科蝇子草属的植物，是中国的特有植物。分布在中国大陆的四川、云南、西藏等地，生长于海拔1,500米至3,500米的地区，常生长在松林下以及灌丛草地，目前尚未由人工引种栽培。

## 别名
红茎女娄菜（拉汉种子植物名称） 九子参（云南）

## 异名
- Melandrium rubicundum (Franch.) Hand.-Mazz.